# Gresten-Land
Gresten-Land là một đô thị thuộc huyện Scheibbs trong bang Niederösterreich, Áo.